# Josh Doan
Joshua Thomas "Josh" Doan, född 1 februari 2002, är en amerikansk professionell ishockeyforward som är kontrakterad till Utah Mammoth i National Hockey League (NHL) och spelar för Tucson Roadrunners i American Hockey League (AHL).
Han har tidigare spelat för Arizona Coyotes och Utah Hockey Club i NHL; Arizona State Sun Devils i National Collegiate Athletic Association (NCAA) samt Chicago Steel i United States Hockey League (USHL).
Doan draftades av Arizona Coyotes i andra rundan i 2021 års draft som 37:e totalt.
Han är son till Shane Doan.

## Statistik
| 2015–2016   | Phoenix Jr. Coyotes U13  | T1EHL       | 14  | 4  | 6  | 10 | 23 | — | — | — | — | — |
| 2016–2017   | Phoenix Jr. Coyotes U14  | T1EHL       | 8   | 3  | 7  | 10 | 2  | 6 | 3 | 1 | 4 | 0 |
| 2017–2018   | Phoenix Jr. Coyotes U15  | T1EHL       | 24  | 17 | 14 | 31 | 8  | — | — | — | — | — |
| 2018–2019   | Phoenix Jr. Coyotes U16  | T1EHL       | 30  | 17 | 19 | 36 | 2  | — | — | — | — | — |
| 2019–2020   | Chicago Steel            | USHL        | 45  | 5  | 9  | 14 | 8  | — | — | — | — | — |
| 2020–2021   | Chicago Steel            | USHL        | 53  | 31 | 39 | 70 | 45 | 8 | 2 | 3 | 5 | 4 |
| 2021–2022   | Arizona State Sun Devils | NCAA        | 35  | 12 | 25 | 37 | 54 | — | — | — | — | — |
| 2022–2023   | Arizona State Sun Devils | NCAA        | 39  | 16 | 22 | 38 | 18 | — | — | — | — | — |
|             | Tucson Roadrunners       | AHL         | 14  | 3  | 3  | 6  | 0  | 3 | 0 | 1 | 1 | 4 |
| 2023–2024   | Arizona Coyotes          | NHL         | 11  | 5  | 4  | 9  | 0  | — | — | — | — | — |
|             | Tucson Roadrunners       | AHL         | 62  | 26 | 20 | 46 | 32 | 2 | 0 | 0 | 0 | 0 |
| 2024–2025   | Utah Hockey Club         | NHL         | 51  | 7  | 12 | 19 | 8  | — | — | — | — | — |
|             | Tucson Roadrunners       | AHL         | 28  | 11 | 15 | 26 | 22 | — | — | — | — | — |
| NHL totalt  | NHL totalt               | NHL totalt  | 62  | 12 | 16 | 28 | 8  | — | — | — | — | — |
| AHL totalt  | AHL totalt               | AHL totalt  | 104 | 40 | 38 | 78 | 54 | 5 | 0 | 1 | 1 | 4 |
| NCAA totalt | NCAA totalt              | NCAA totalt | 74  | 28 | 47 | 75 | 72 | — | — | — | — | — |
| USHL totalt | USHL totalt              | USHL totalt | 98  | 36 | 48 | 84 | 53 | 8 | 2 | 3 | 5 | 4 |